# دييغو مندييتا
دييغو مندييتا (بالإسبانية: Diego Mendieta)‏ هو مدرب كرة قدم ولاعب كرة قدم باراغواياني في مركز الهجوم، ولد في 13 يونيو 1980 في أسونسيون في باراغواي، وتوفي في 3 ديسمبر 2012 في سوراكارتا في إندونيسيا. لعب مع جوهور دار التعظيم.

## وصلات خارجية
- دييغو مندييتا على موقع قاعدة بيانات كرة القدم.إي يو (الإنجليزية)
- دييغو مندييتا على موقع Soccerway.com (الإنجليزية)